# NGC 5325
NGC 5325 est une galaxie spirale barrée de type magellanique située dans la constellation des Chiens de chasse. Sa vitesse par rapport au fond diffus cosmologique est de 3 593 ± 14 km/s, ce qui correspond à une distance de Hubble de 53,0 ± 3,7 Mpc (∼173 millions d'al). NGC 5325 a été découverte par l'astronome américain Lewis Swift en 1885.
En raison d'une brillance de surface égale à 14,94 mag/am2, on peut qualifier NGC 5325 de galaxie à faible brillance de surface (LSB en anglais pour low surface brightness). Les galaxies LSB sont des galaxies diffuses (D) avec une brillance de surface inférieure de moins d'une magnitude à celle du ciel nocturne ambiant.
NGC 5325 présente une large raie HI.